# Айвазовська
Айвазо́вська (до 1952 — Сариго́ль, крим. Sarı Göl) — вантажна залізнична станція І класу Кримської дирекції Придніпровської залізниці на лінії Владиславівка — Феодосія. Розташована у центрі Феодосії Автономна Республіка Крим між станціями 113 км (2 км) та Феодосія (3 км).
Передостання на тупиковій лінії, що закінчується у Феодосійському морському порту.
Станом на березень 2017 р. зупиняються лише приміські поїзди.
Була заснована 1892 при прокладанні ділянки казенної Лозівсько-Севастопольської залізниці до Феодосії. Будівництву активно сприяв художник Іван Айвазовський, на чиє вшанування станція була перейменована.
Розташована неподалік берегової лінії, автовокзалу та церкви Святої Катерини.

## Джерела

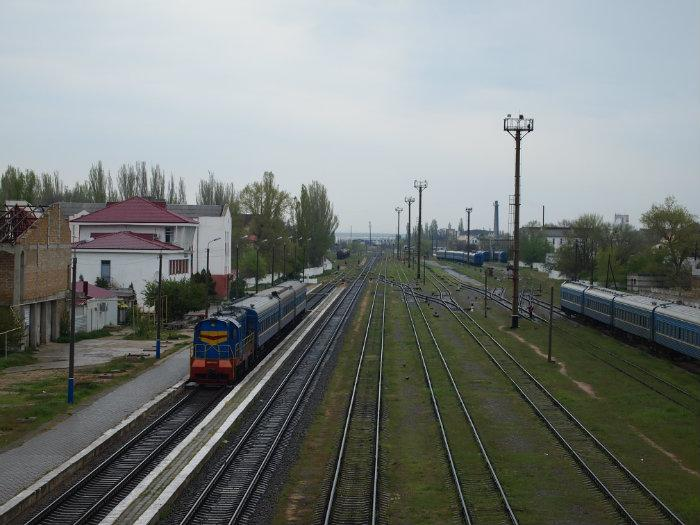
Вид на станцію